# Гібридна інтегральна схема

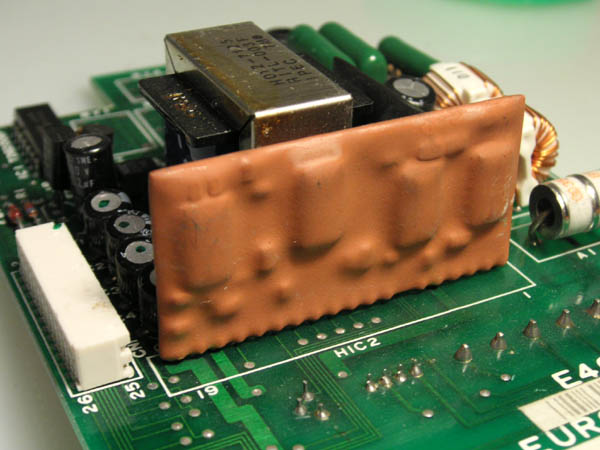
Одноплатна мікрозбірка

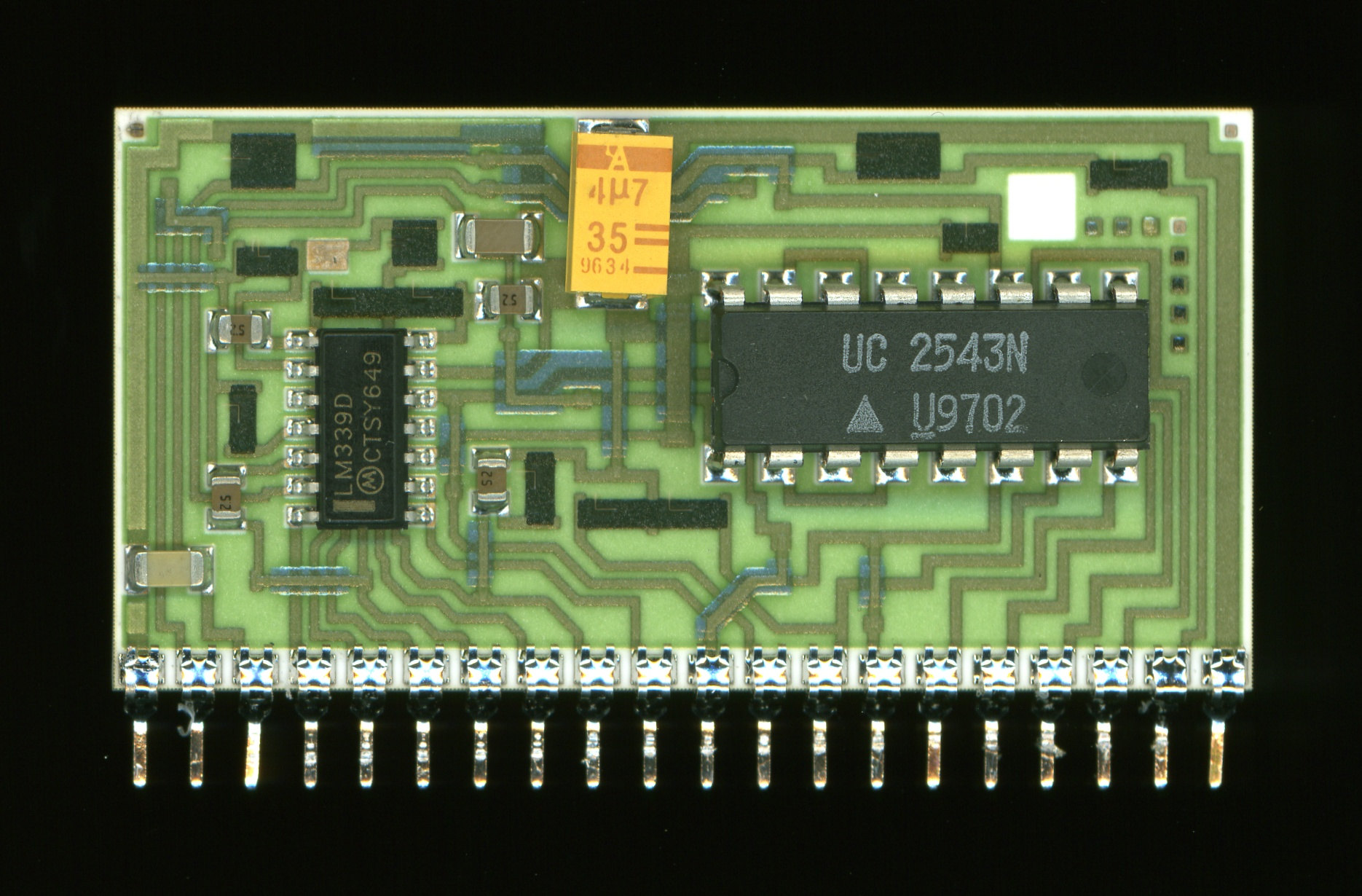
Мікрозбірка з корпусними мікросхемами

Гібри́дна інтегра́льна схе́ма, гібридна мікросхема, мікрозбірка, ГІС (англ. Hybrid integrated circuit) — інтегральна схема, яка включає мікроелементи, виконані на поверхні або в об'ємі підкладки (мікросхему) та дискретні навісні елементи (транзистори, напівпровідникові діоди, конденсатори, котушки індуктивності, вакуумні електронні прилади, кварцові резонатори тощо).
Залежно від кількості монтажних поверхонь для навісних елементів, ГІС поділяються на пласкі (одна монтажна панель) та об'ємні (дві розташовані паралельно монтажні панелі). На кожній з панелей, в свою чергу, навісні елементи можуть кріпитись на одній або двох сторонах панелі. На об'ємних ГІС окремі навісні елементи можуть бути приєднані одночасно до двох панелей. 
ГІС, як правило, вміщують в корпус і герметизують.
ГІС використовують у випадках, коли необхідні схемотехнічні рішення не можуть бути повністю реалізовані в мікросхемі через значний розмір окремих елементів або внаслідок незначних обсягів застосування, що робить недоцільним проектування і виготовлення мікросхем.
Застосування ГІС в електронній апаратурі підвищує її надійність, зменшує габарити і масу.
Гібридні МС є подальшим розвитком ідеї мікромодулів - компактних закінчених функціональних блоків, зібраних на мініатюрних безкорпусних елементах дуже щільним монтажем.
Найбільш масово випускаються гібридні інтегральні мікросхеми кварцових генераторів.